# Kruisweg (religie)
De kruisweg (Via crucis in het Latijn) is een traditioneel onderdeel ter voorbereiding op het christelijke Paasfeest. Het idee van een kruisweg is dat de gelovige in gebed de Via Dolorosa kan doorlopen zonder in Jeruzalem te zijn geweest. Hierbij worden schilderijen of beeldhouwwerken gebruikt die de lijdensweg van Jezus afbeelden vanaf het paleis van Pontius Pilatus tot en met zijn begrafenis. Een kruisweg stelt de gelovige in staat stil te staan bij de belangrijkste gebeurtenissen van deze lijdensweg aan de hand van 14 kruiswegstaties (van het Latijnse statio, dat halteplaats betekent).

## Geschiedenis
De godsdienstoefening wordt aan verschillende bronnen toegeschreven. Zo zou de kruiswegoefening teruggaan op Maria (moeder van Jezus) die in Jeruzalem de plaatsen van de Via Dolorosa bezocht. In de rooms-katholieke traditie is het sinds de 15e eeuw ook een godsdienstoefening die onder andere op Goede Vrijdag plaatsvindt. Algemeen wordt Franciscus van Assisi verantwoordelijk geacht voor de verspreiding van de gebeden kruisweg. Vooral de Franciscanen, waaronder Sint Leonard van Porto Maurizio, zijn verdienstelijk geweest in het oprichten van kruiswegen. 
Aan het verrichten van de kruisweg is door de pausen gedurende meerdere eeuwen een volle aflaat verbonden, onder de normale voorwaarden. In 1726 bepaalde Paus Benedictus XIII dat iemand die een kruisweg langs ging dezelfde aflaten ontving als iemand die in Jeruzalem de Via Dolorosa bezocht. Omdat het aantal staties hier en daar verschilde, bepaalde Paus Clemens XII (paus van 1730-1740) het aantal op veertien. In 1741 werd onder Paus Benedictus XIV de aanwezigheid van een kruisweg verplicht in alle rooms-katholieke kerken. Bij Franciscanen en Clarissen werd de kruisweg elke vrijdag gebeden.
Over de plaatsing van de kruisweg hebben nooit voorschriften bestaan, maar als hij langs de muur van een kerk hangt, is dat meestal eerst op de noordwand van oost naar west en verder op de zuidwand van west naar oost. Deze gewoonte is waarschijnlijk gebaseerd op de kruisweg in de Heilig Grafkerk in Jeruzalem. Een kruisweg kan ook in de openlucht zijn opgesteld, zoals in Heilig Landstichting en Rocamadour. De kruiswegstaties op de begraafplaats Daalseweg vormen een incomplete laat-19e-eeuwse kruisweg in de Nederlandse stad Nijmegen. Daar zijn nog vijf neogotische staties te zien, terwijl veertien staties gebruikelijk is. In een aantal plaatsen is er later nog een statie aan toegevoegd, de zogenoemde paasstatie, die uitbeeldt hoe Jezus Christus verrijst uit de doden, nadat Hij door het kruisoffer de mensen verlost heeft. In het Sint-Cunibertuskerkje in Wahlwiller, Zuid-Limburg, is een bijzondere kruisweg te zien. Deze in 1947 door Aad de Haas vervaardigde kruisweg bestaat niet uit veertien, maar zestien staties. Zij begint met het verraad door Judas in de Hof van Olijven en eindigt met de Opstanding.

## De 14 kruiswegstaties
De getoonde afbeeldingen tonen de kruisweg in de Sint-Romboutskathedraal in Mechelen, die in 1925 door Bruno Gerits werd vervaardigd.
| Statie | Beschrijving                                      | Bijbelse verwijzing | Bijbelse verwijzing | Bijbelse verwijzing | Bijbelse verwijzing | Afbeelding | Afbeelding |
|        |                                                   | Matteüs | Marcus | Lucas | Johannes |            |            |
| ------ | ------------------------------------------------- | --- | --- | --- | --- | ---------- | ---------- |
| 1      | Jezus wordt ter dood veroordeeld.                 | 27:11-32 | 15:1-20 | 23:1-25 | 18:18-19:16 | I          | II         |
| 2      | Jezus neemt het kruis op Zijn schouders.          | 27:31 | 15:20 | | 19:16-17 | I          | II         |
| 3      | Jezus valt voor de eerste maal onder het kruis.   | Staat niet in de Bijbel. | Staat niet in de Bijbel. | Staat niet in de Bijbel. | Staat niet in de Bijbel. | III        | IV         |
| 4      | Jezus ontmoet Zijn Heilige Moeder.                | Staat niet in de Bijbel, maar Maria was bij de kruisiging wel aanwezig.                                                     | Staat niet in de Bijbel, maar Maria was bij de kruisiging wel aanwezig.                                                     | Staat niet in de Bijbel, maar Maria was bij de kruisiging wel aanwezig.                                                     | Staat niet in de Bijbel, maar Maria was bij de kruisiging wel aanwezig.                                                     | III        | IV         |
| 4      | Jezus ontmoet Zijn Heilige Moeder.                | | 15:40 | | 19:25 | III        | IV         |
| 5      | Simon van Cyrene helpt Jezus het kruis te dragen. | 27:32 | 15:21 | 23:26 | | V          | VI         |
| 6      | Veronica droogt het aangezicht van Jezus af.      | Staat niet in de Bijbel. | Staat niet in de Bijbel. | Staat niet in de Bijbel. | Staat niet in de Bijbel. | V          | VI         |
| 7      | Jezus valt voor de tweede maal.                   | Staat niet in de Bijbel | Staat niet in de Bijbel | Staat niet in de Bijbel | Staat niet in de Bijbel | VII        | VIII       |
| 8      | Jezus troost de wenende vrouwen.                  | | | 23:27-31 | | VII        | VIII       |
| 9      | Jezus valt voor de derde maal.                    | Staat niet in de Bijbel | Staat niet in de Bijbel | Staat niet in de Bijbel | Staat niet in de Bijbel | IX         | X          |
| 10     | Jezus wordt van Zijn klederen beroofd.            | Staat niet in de Bijbel, maar er staat dat de soldaten zijn kleren tijdens de kruisiging verdeelden. Zie ook Psalm 22:18-29 | Staat niet in de Bijbel, maar er staat dat de soldaten zijn kleren tijdens de kruisiging verdeelden. Zie ook Psalm 22:18-29 | Staat niet in de Bijbel, maar er staat dat de soldaten zijn kleren tijdens de kruisiging verdeelden. Zie ook Psalm 22:18-29 | Staat niet in de Bijbel, maar er staat dat de soldaten zijn kleren tijdens de kruisiging verdeelden. Zie ook Psalm 22:18-29 | IX         | X          |
| 10     | Jezus wordt van Zijn klederen beroofd.            | 27:35 | 15:24 | 23:34 | 19:23-24 | IX         | X          |
| 11     | Jezus wordt aan het kruis genageld.               | 27:35-44 | 15:24-32 | 23:33-44 | 19:18-24 | XI         | XII        |
| 12     | Jezus sterft aan het kruis.                       | 27:45-56 | 15:33-41 | 23:44-49 | 19:25-30 | XI         | XII        |
| 13     | Jezus wordt van het kruis afgenomen.              | 27:57-59 | 15:43-46 | 23:50-53 | 19:38-39 | XIII       | XIV        |
| 14     | Jezus wordt in het graf gelegd.                   | 27:59-61 | 15:46-47 | 23:56 | 19:40-42 | XIII       | XIV        |

## Voorbeelden
- Kruiswegtuin in Cadier en Keer
- Kruisweg in de Sint-Willibrorduskerk in Deurne
- Kruisweg in de Sint-Nicolaaskerk in Helvoirt
- Kruisweg van Herentals
- Kruisweg van Moresnet-Chapelle
- Kruiswegpark in Roermond
- Kruisweg in het Sint-Cunibertuskerkje in Wahlwiller, door Aad de Haas, met zestien staties, beginnend met het verraad van Judas in de Hof van Olijven en eindigend met de Opstanding.
- Kruiswegpark in Tienray
- Kruisweg in de Sint-Jozef en Bernarduskerk te Lier